# ژائو ژیون
ژائو ژیون (انگلیسی: Zhao Zhiwen؛ زادهٔ ۲۷ نوامبر ۱۹۸۳) سوارکار اهل چین است. وی در بازی‌های المپیک تابستانی ۲۰۰۸ حضور داشته‌است.